# Trichophoropsis coscaroni
Trichophoropsis coscaroni är en tvåvingeart som beskrevs av Gonzalez 1992. Trichophoropsis coscaroni ingår i släktet Trichophoropsis och familjen parasitflugor. Inga underarter finns listade i Catalogue of Life.